# Campionati del Mediterraneo under 23 di atletica leggera indoor 2019
I Campionati del Mediterraneo under 23 di atletica leggera indoor 2019 si sono svolti il 19 gennaio a Miramas, in Francia.
Il programma prevedeva 16 discipline, di cui 8 maschili e 8 femminili.

## Risultati

### Uomini
| Evento            | Oro                      | Prestazione | Argento          | Prestazione | Bronzo                    | Prestazione |
| Corse piane       |                          |             |                  |             |                           |             |
| 60 m              | Viktor Contaret          | 6"78        | Ryan Zézé        | 6"79        | Sergio López              | 6"80        |
| 400 m             | Slimane Moula            | 48"03       | João Coelho      | 48"15       | Fabrisio Saïdy            | 48"43       |
| 800 m             | Pablo Sánchez-Valladares | 1'50"12     | Clement Dhainaut | 1'50"20     | Benjamin Robert           | 1'50"25     |
| 1500 m            | Adrián Ben               | 3'46"34     | Hicham Akankam   | 3'47"45     | Pierrik Jocteur-Monrozier | 3'47"50     |
| Corse ad ostacoli |                          |             |                  |             |                           |             |
| 60 m hs           | Just Kwaou-Mathey        | 7"90        | Romain Lecoeur   | 7"91        | Amine Bouanani            | 7"95        |
| Salti             |                          |             |                  |             |                           |             |
| Salto con l'asta  | Emmanouīl Karalīs        | 5,55 m      | Thibaut Collet   | 5,45 m      | Dario Prekl               | 5,15 m      |
| Salto in lungo    | Miltiadīs Tentoglou      | 7,99 m      | Ivan Vujević     | 7,84 m      | Moukoutoifi Saindou       | 7,54 m      |
| Lanci             |                          |             |                  |             |                           |             |
| Getto del peso    | Odysseas Mouzenidis      | 18,62 m     | Alperen Karahan  | 17,69 m     | Jordan Guehaseim          | 17,19 m     |

### Donne
| Evento            | Oro                    | Prestazione | Argento           | Prestazione | Bronzo           | Prestazione |
| Corse piane       |                        |             |                   |             |                  |             |
| 60 m              | Paula Sevilla          | 7"43        | Mizgin Ay         | 7"44        | Diana Vaisman    | 7"45        |
| 400 m             | Kalyl Amaro            | 54"76       | Kellya Pauline    | 55"10       | Agata Zupin      | 55"83       |
| 800 m             | Salomé Afonso          | 2'08"18     | Khadija Benkassem | 2'08"88     | Charlotte Pizzo  | 2'09"90     |
| 1500 m            | Celia Antón            | 4'21"21     | Alexa Lemitre     | 4'23"23     | Marta García     | 4'23"81     |
| Corse ad ostacoli |                        |             |                   |             |                  |             |
| 60 m hs           | Anja Lukić             | 8"37        | Maria Mugica      | 8"46        | Milica Emini     | 8"52        |
| Salti             |                        |             |                   |             |                  |             |
| Salto in alto     | Elise Le Dieu De Ville | 1,79 m      | Merve Menekșe     | 1,76 m      | Alkistis Vangeli | 1,76 m      |
| Salto triplo      | Illionis Guillaume     | 13,37 m     | Marina Lobato     | 13,22 m     | Victoria Josse   | 12,77 m     |
| Lanci             |                        |             |                   |             |                  |             |
| Getto del peso    | Amanda Ngandu-Ntumba   | 14,68 m     | Aysel Yilmaz      | 14,07 m     | Naomie Wuta      | 12,89 m     |

## Medagliere
| Posizione | Paese      | Oro | Argento | Bronzo | Totale |
| --------- | ---------- | --- | ------- | ------ | ------ |
| 1         | Francia    | 6   | 6       | 8      | 20     |
| 2         | Spagna     | 4   | 2       | 2      | 8      |
| 3         | Grecia     | 3   | 0       | 1      | 4      |
| 4         | Portogallo | 1   | 1       | 0      | 2      |
| 5         | Algeria    | 1   | 0       | 1      | 2      |
| 5         | Serbia     | 1   | 0       | 1      | 2      |
| 7         | Turchia    | 0   | 4       | 0      | 4      |
| 8         | Marocco    | 0   | 2       | 0      | 2      |
| 9         | Croazia    | 0   | 1       | 1      | 2      |
| 10        | Israele    | 0   | 0       | 1      | 1      |
| 10        | Slovenia   | 0   | 0       | 1      | 1      |
| Totale    | Totale     | 16  | 16      | 16     | 48     |